# Фогельман, Узи
Узи Фогельман (ивр. עוזי פוגלמן‎; род. 6 октября 1954 года, Тель-Авив, Израиль) — израильский юрист, судья Верховного суда Израиля (с 14 октября 2009 по 6 октября 2024 года) и исполняющий обязанности председателя Верховного суда Израиля (с 16 октября 2023 по 6 октября 2024 года).

## Биография
Узи Фогельман родился 6 октября 1954 года в городе Тель-Авив, Израиль. Служил в Армии обороны Израиля (1972—1975). В 1979 году окончил юридический факультет Тель-Авивского университета, на следующий год получил право заниматься адвокатской деятельностью. Проходил юридическую практику под руководством израильского юриста Дорит Бейниш.
В 1985 году получил степень магистра в Иерусалимском университете.
В ноябре 2000 года был назначен судьёй в окружной суд Тель-Авива. В апреле 2007 года стал исполняющим обязанности судьи Верховного суда, пробыл на этой должности год. В 2009 году был избран постоянным членом Верховного суда Израиля. Против его назначения выступил депутат кнессета Михаэль Бен-Ари, указавший на давние деловые связи между президентом Верховного суда Дорит Бейниш и Фогельманом. Однако министр юстиции Яаков Неэман поддержал Фогельмана. Вступил в должность в октябре 2009 года.